# Michael Csizmas
Michael Csizmas (* 1928 als Mihály Csizmás) ist ein ungarischstämmiger Sachbuchautor zum Thema Kalter Krieg, Kommunismus und Ostblock.

## Leben
Csizmas schrieb zwischen 1965 und 1987 vierzehn Artikel für die Allgemeine Schweizerische Militärzeitschrift. Er stellte eine umfangreiche Dokumentensammlung zum Prager Frühling zusammen, die u. a. auch das Aktionsprogramm der Kommunistischen Partei der Tschechoslowakei enthält. An der Volkshochschule Bern gab er mindestens im Sommer 1970 den Kurs „Christentum und Marxismus“. 1972 promovierte Csizmas an der Universität Bern in Rechtswissenschaft. Er war um 1980 Direktionssekretär der Polizeidirektion des Kantons Bern.
Er wohnt in Bern.

## Veröffentlichungen
- Die Schulsysteme der Osteuropäischen Länder – heute. Bern 1964.
- Prag 1968: Dokumente. Eingeleitet und zusammengestellt von Michael Csizmas. Verlag SOI, Bern 1968.
- Der Warschauer Pakt. Verlag SOI, Bern 1972, ISBN 3-85913-059-5.
- Die Rechtsanwaltschaft in der Sowjetunion. Juris Druck + Verlag, Zürich 1976 (Dissertation, Universität Bern, 1972).